# Francisco Keil do Amaral
Francisco Caetano Keil Coelho do Amaral (* 28. April 1910 in Lissabon, Portugal; † 19. Februar 1975 ebenda), meist nur Francisco Keil do Amaral, war ein portugiesischer Architekt und Fotograf.
Er war der Enkel von Alfredo Keil, Komponist der portugiesischen Nationalhymne. Nach seinem Studium an der Lissabonner Kunsthochschule war er Hausarchitekt der Lissabonner Stadtverwaltung und gestaltete in den 1940er und 1950er Jahren zahlreiche öffentliche Gebäude. Zu erwähnen sind besonders die gemeinsam mit seiner Frau, der Malerin Maria Keil (Heirat 1933), gestalteten Lissabonner U-Bahnhöfe sowie die Parkanlagen von Campo Grande, Monsanto und Parque Eduardo VII. Außerdem entwarf er die Flughafengebäude von Lissabon und Luanda (Angola).
Für seine Tätigkeit als Architekt erhielt Keil do Amaral auf der Weltausstellung 1937 in Paris, für die er den portugiesischen Pavillon gestaltete, die Goldmedaille. Er schrieb einige Werke zur Architekturtheorie.

## Werke (Architektur)
- Flughafen Lissabon (1938–40)
- Parque Eduardo VII (1945)
- Zahlreiche Lissabonner U-Bahnhöfe (1957–59)
- Schwimmbad im Jardim do Campo Grande (1960)
- Unterwerke unter anderem in Setúbal, Coina, Almada, Palmela, Barreiro, Sobreda und São Francisco (1948–65)
- Flughafen Luanda
- Parque Florestal de Monsanto
- Ursprüngliches Messegebäude der FIL (1957)

## Schriften
- A Arquitectura e a Vida, 1942
- A Moderna Arquitectura Holandesa, 1943
- O Problema da Habitação, 1945